# Carlo Zecchi

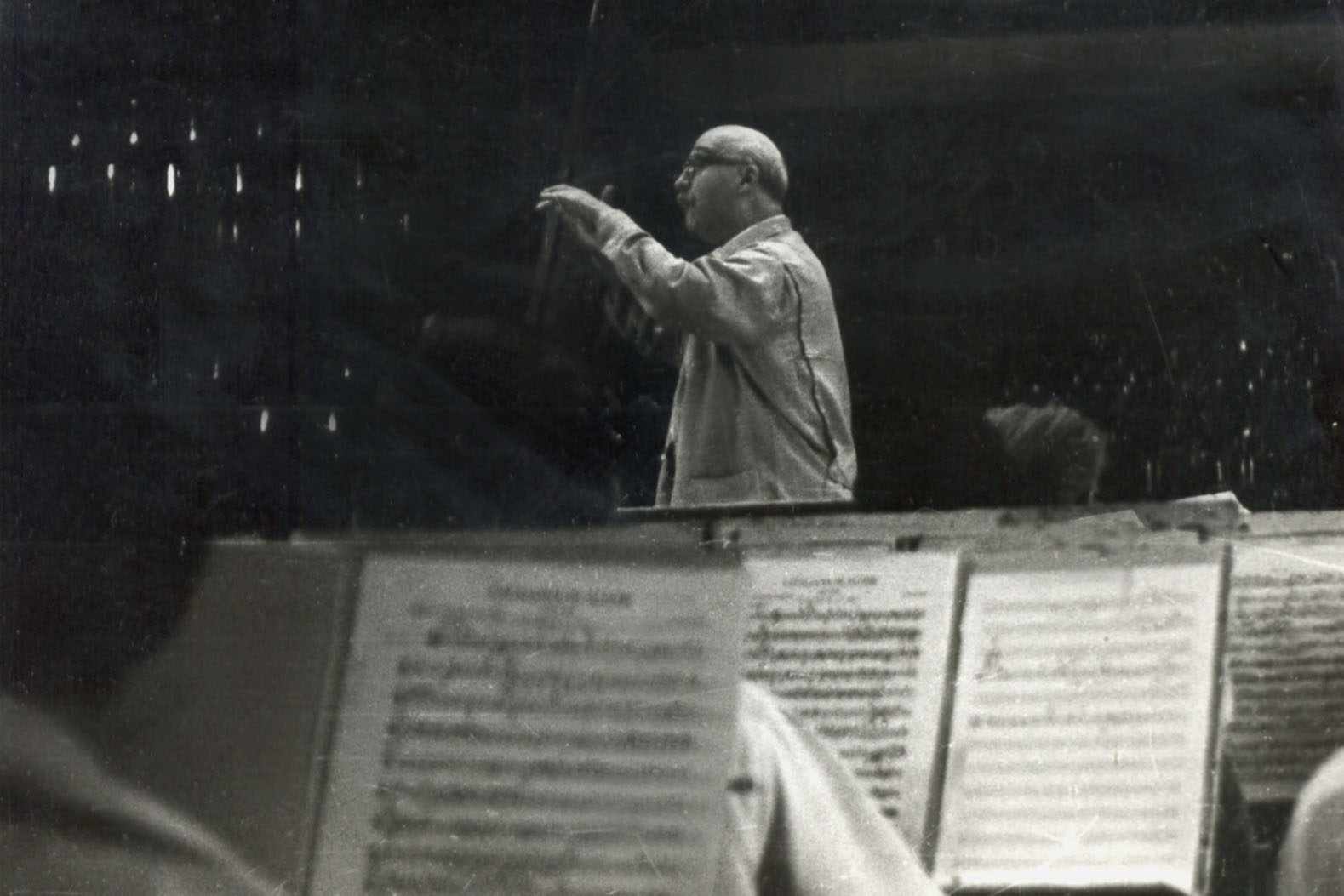
Italian conductor Carlo Zecchi at the rehearsal in Kharkiv in 1974

Carlo Zecchi (8 de julho de 1903 - 31 de agosto de 1984) foi um pianista, professor e maestro italiano. Ele conduziu cursos de piano na Academia Nacional de Santa Cecília e em Salzburgo. Ele foi muito aclamado pelas performances de obras de Domenico Scarlatti, Wolfgang Amadeus Mozart, Claude Debussy e de música do período romantico.